# Анибале Карачи
Анибале Карачи (итал. Annibale Carracci; 3. новембар 1560 — 15. јул 1609) је италијански сликар.
Он је припадао бароку. Заједно са својим братом и рођаком је основао сликарску школу у Болоњи, која је била зачетак болоњске еклектицистичке школе. Он је био њен главни и најзначајнији представник. Заједно са осталим представницима те школе противио се како ренесанси, маниризму тако и натурализму Каравађа. Најпознатији је био по фрескама митологичне садржине и релихијских уљаних слика. Сликао је у Болоњи, Венецији и Риму.